# Vịnh Thousand Ships
Thousand Ships (Thiên Thuyền) là một cái vịnh nằm ở bở phía nam đảo Santa Isabel, Quần đảo Solomon, được tạo thành bởi bờ đông là đảo Santa Isabel và bờ tây là đảo San Jorge.